# Poa pratensis ssp. agassizensis
Poa pratensis ssp. agassizensis là một phân loài cỏ trong họ hòa thảo, thuộc chi poa.